# Kohlebrecher Kohlgrube

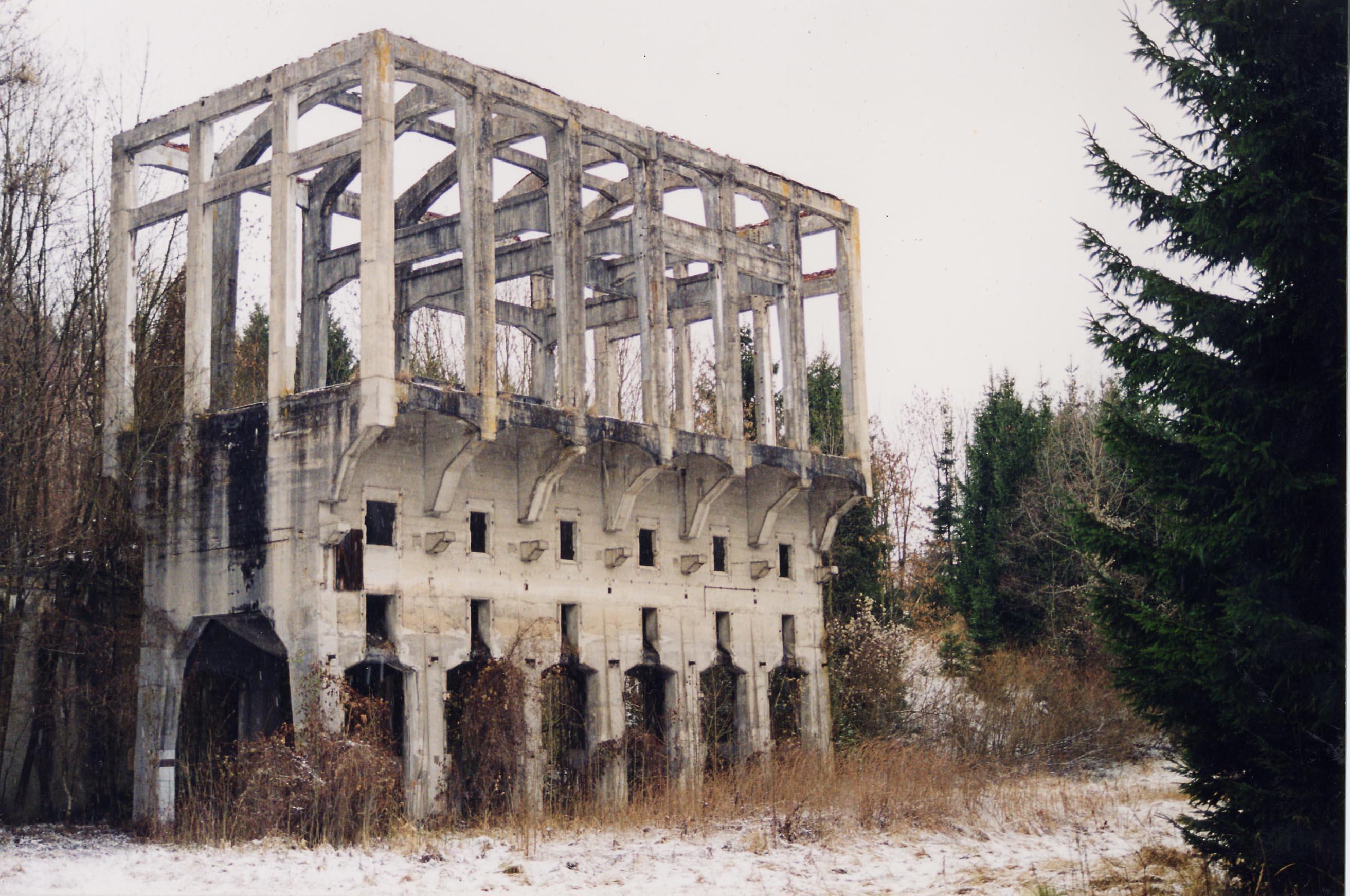
Kohlebrecher Kohlgrube 2002

Der Kohlebrecher Kohlgrube ist Teil der historischen Braunkohle-Übertagsanlagen der ehemaligen Wolfsegg-Traunthaler Kohlenwerks AG (WTK AG) und befindet sich im oberösterreichischen Wolfsegg, Ortsteil Kohlgrube. Heute beherbergt es den Kulturraum Kohlgrube.

## Industriegeschichte
Errichtet wurde die Kohlebrech- und Sortieranlage in den Jahren 1922/23 von Architekt Wiechels (Steyr), nach der Stilllegung des Bergbaus in den 1960er Jahren wurde sie dem Verfall preisgegeben und brannte schließlich 1968 aus.
Übrig blieb eine als Kohlebrecher Kohlgrube benannte, imposante Stahlbetonkonstruktion.

## Kunstraum Kohlgrube
Im Jahr 2001 wurde der Brecher durch Privatinitiative (Peter Weinhäupl und Wolfgang Weinhäupl) durch Erwerb des Areals vor dem Abriss bewahrt und für kulturelle Nutzungen instand gesetzt. Von 2003 bis 2010 betrieb der Verein Kohlgrube.at den Kunstraum Kohlgrube.
Das Areal diente 2003 als Eröffnungsort des Festival der Regionen, einem der zeitgenössischen Landart-Kulturfestivals Österreichs. Seit dem Jahr 2005 wird im Areal unter anderem Theater gespielt. Initiator der Aufführungen ist der Verein Theater Hausruck. So diente der Kohlebrecher als eindrucksvolle Kulisse der Franzobel-Uraufführungen von Hunt oder Der totale Februar (2005/2006) und Zipf – oder die dunkle Seite des Mondes (2007/2008). Nach dem Abzug des Theaters 2009 wird das Areal des Kohlebrecher für zukünftige kulturelle Zwecke umgebaut.

## Auszeichnungen von Aufführungen am Spielort Kohlebrecher
- 2005: Nestroy-Theaterpreis: Spezialpreis „als exemplarische regionale Initiative“[4]
- 2005: OÖ. Bühnenkunstpreis (Theater Hausruck/Hunt oder Der totale Februar)[5]
- 2006: Vöckla Kultur Award (Theater Hausruck/Hunt oder Der totale Februar)